# Paul César Helleu

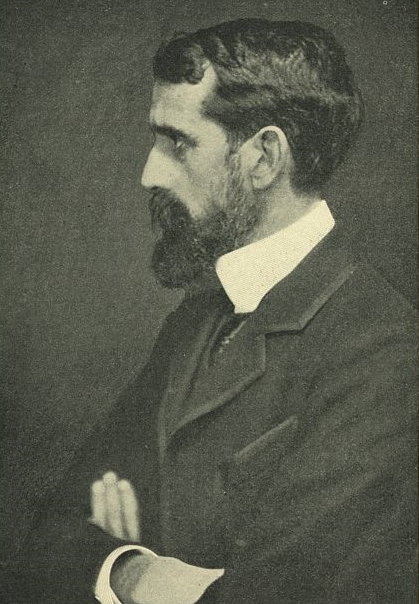

Paul César François Helleu, född 17 december 1859, död 23 mars 1927, var en fransk målare och grafiker.
Helleu framträdde som målare med fina och dämpade stämningslandskap och porträtt men gjorde sig främst känd genom sin rika produktion av eleganta kallnåletsningar med motiv från den mondäna damvärlden.